# Buckinghamshire
Buckinghamshire este unul din comitatele ceremoniale din Anglia.

## Orașe din cadrul districtului
- Amersham
- Aylesbury
- Beaconsfield
- Buckingham
- Chesham
- High Wycombe
- Marlow
- Milton Keynes (Autoritate unitară separată de comitat)
- Newport Pagnell
- Olney
- Princes Risborough
- Stony Stratford
- Wendover
- Winslow

## Alte localități
- Denham;

## A se vedea și
- Listă de orașe din Regatul Unit